# 柏林宮

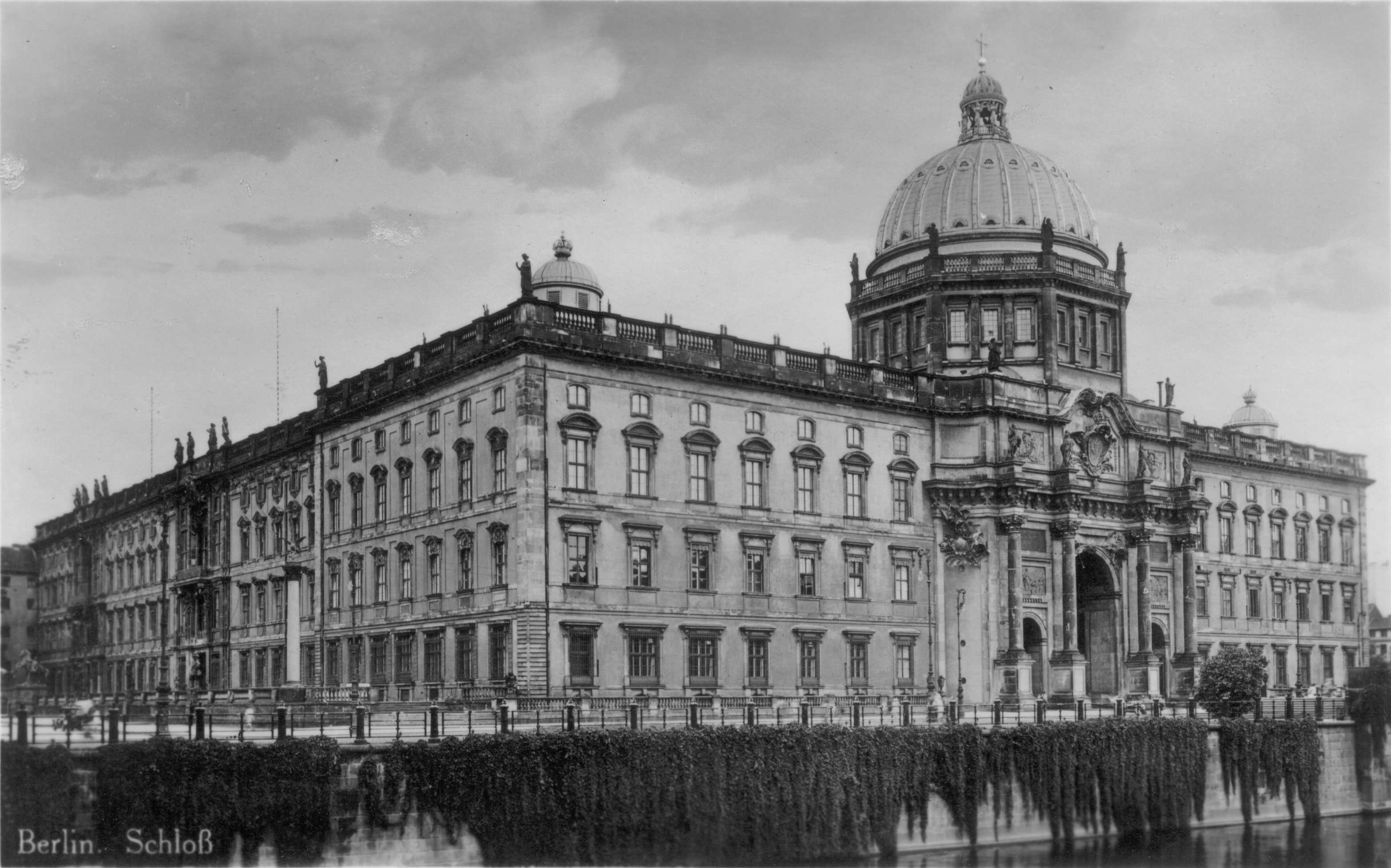
柏林王宫（1920年代）

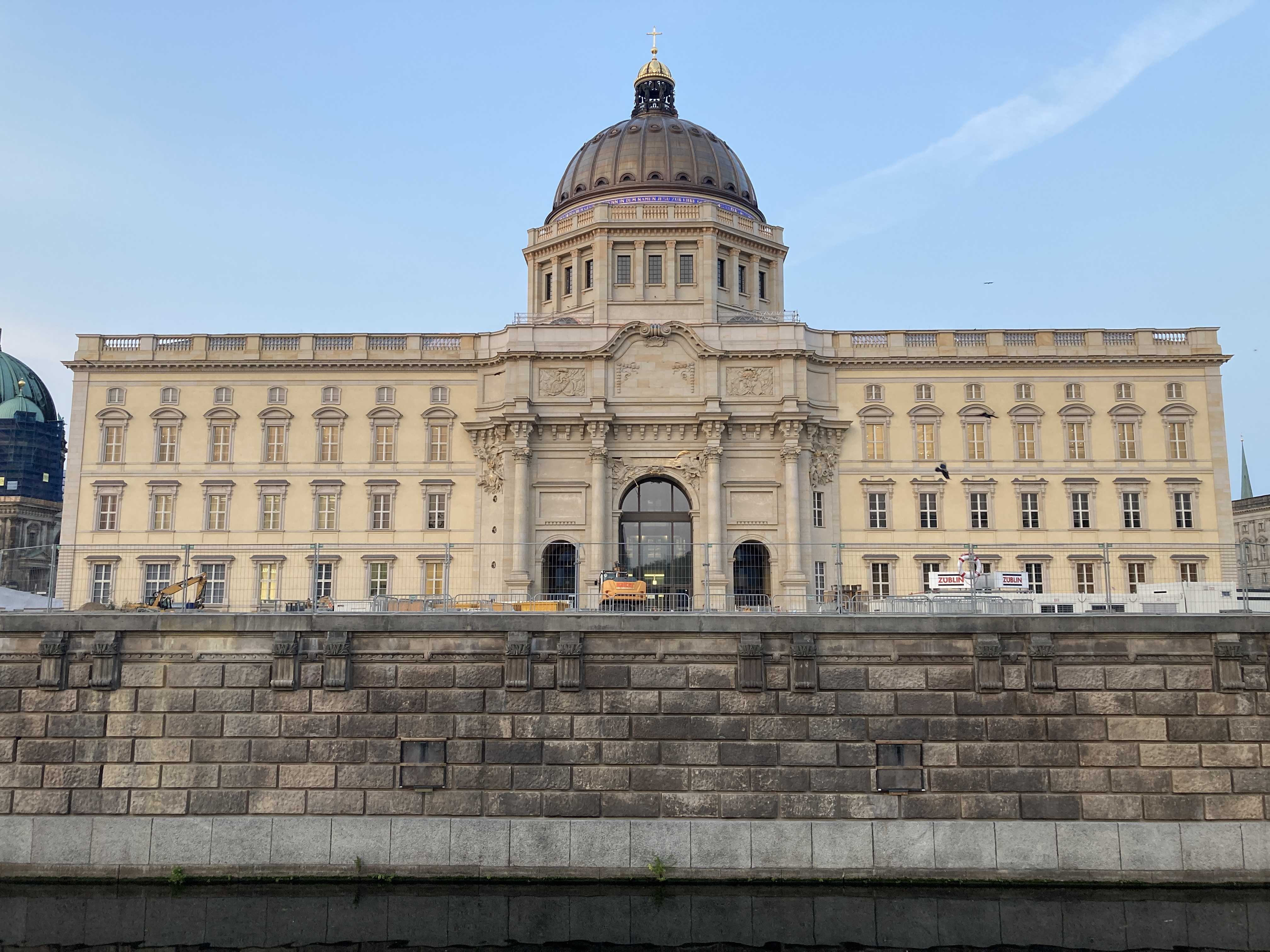
重建後的柏林王宫 (2020年)

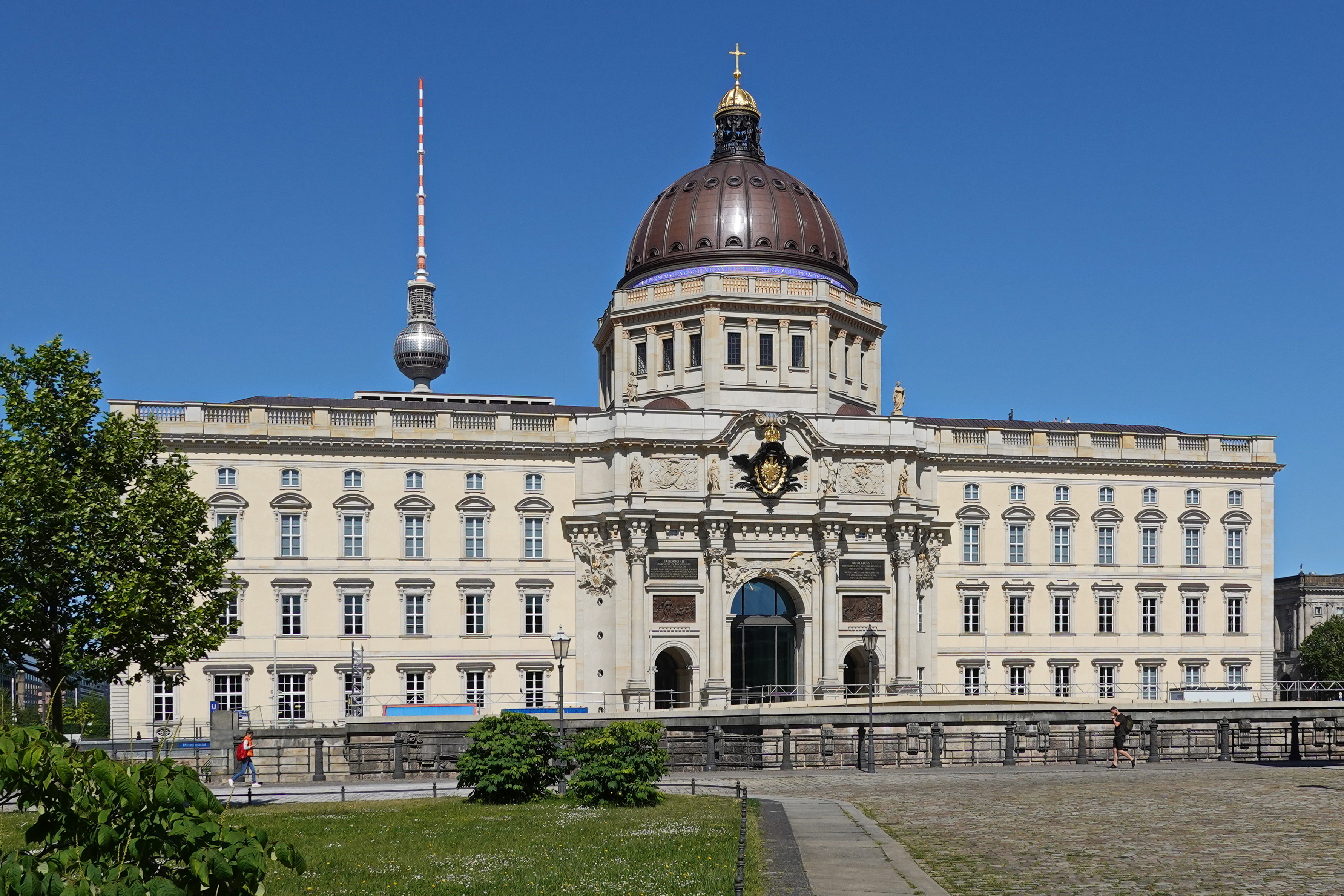
重建完成的柏林王宫 (2023年)

柏林宮（Berliner Schloss），正式名稱為王宮（Königliches Schloss），也稱柏林王宮，是德國柏林市中心的宮殿，曾經是普魯士王國的王宮和德意志帝國的皇宮。柏林城市宮（Berliner Stadtschloss）是常見的誤譯。
共和國宮因石棉問題而拆除以後，於2013年作為洪堡論壇的總部開工重建，於2020年建成。洪堡論壇作為世界文化博物館，是普魯士古代藝術會館的後繼博物館。洪堡論壇被描述為德國的大英博物館。

## 历史
王宮最古老的部分興建於1443年，為布蘭登堡選帝侯「鐵牙」腓特烈二世（Friedrich II. the Iron）臨史普雷河興建。1448年柏林市民不滿「鐵牙」腓特烈二世的統治，群起反抗，一度將施普雷河的河水灌進當時興建的王宮的地基。王宮於三十年戰爭中，因著柏林的失守，數度被破壞。大選帝侯腓特烈·威廉重新修整整座宮殿，大選帝侯腓特烈·威廉之子腓特烈一世（Friedrich I）時，王宮開始整修增建為巴洛克風格的宮殿，並成為王室住所，之後歷代的君主陸續修建擴建，直至第一次大戰結束。1918年11月9日斯巴達克同盟領導人卡爾·李卜克內西在王宮陽台上宣佈成立自由的社會主義共和國。
王宮於威瑪共和和第三帝國期間，做為博物館使用。二戰末期，因柏林數度遭受轟炸而淪為廢墟。儘管可以修繕而恢復原樣，仍於1950年9月至12月間被德意志民主共和國認定為普魯士軍國主義象徵而遭拆毀，在原址上興建了共和國宮，原於宮殿正面的海神噴泉，則移到了紅色市政廳前方。兩德統一後，不少德國人主張重建，但也有不少德國人反對。共和國宮因石棉問題而拆卸以後，於2013年作為洪堡論壇（Humboldt Forum）的總部開工重建，重建的資金主要來自募捐，根据重建方案，外觀保持原貌，內部采用現代設計，已在2020年重建完成。
重新興建的王宮和舊時王宮的外觀上仍有「一面」不同。在建物的四面當中，其中三個立面全力回復舊時巴洛克風格的外貌；但是臨施普雷河的東部立面保持樸素，完全沒有任何裝飾，該面為王宮最古老的部分。

## 脚注
1. ↑  . Die Geschichte Berlins.   [2021-02-19]. （原始内容存档于2020-10-30） （德语）.
2. ↑  . Tagesspiegel.   [13 June 2015]. （原始内容存档于2020-11-25）.